# Cali y El Dandee

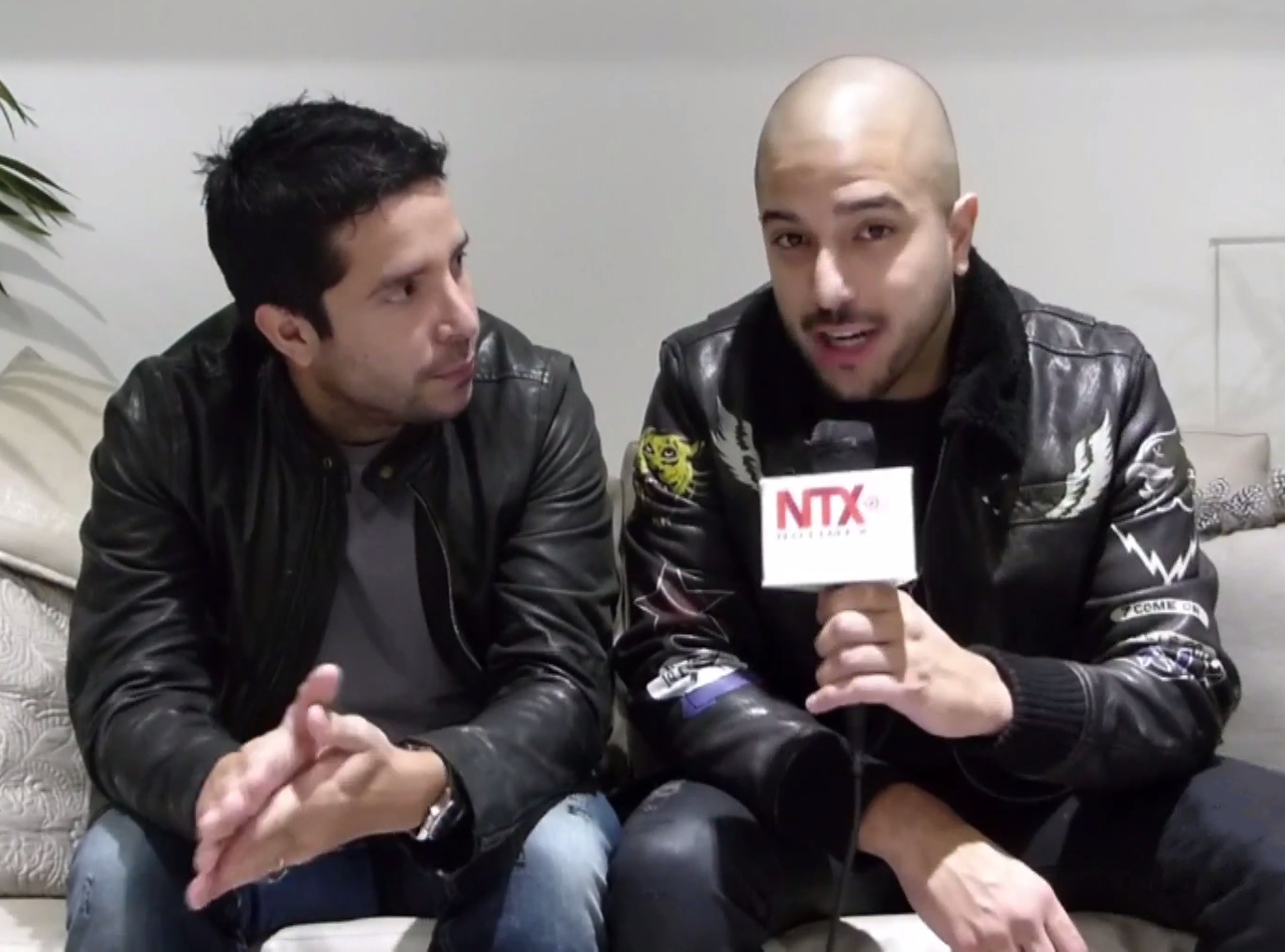
Cali y El Dandee

Cali Y El Dandee é uma dupla colombiana de música pop urbana, formada pelos irmãos colombianos Alejandro Rengifo (Cali) e Mauricio Rengifo (El Dandee).

## Carreira
Mauricio Rengifo nasceu em 15 de outubro de 1988 e Alejandro Rengifo em 3 de setembro de 1993, ambos da cidade de Cali. Eles estudaram no Berchmans College.
Eles eram conhecidos em sua terra natal, Colômbia, graças à canção "Volver", que foi bem recebida em todas as rádios deste país. Fora da Colômbia, eles se tornaram conhecidos por suas canções " Eu vou esperar por você " e "Gol", cujos vídeos foram dois dos mais vistos no YouTube Espanha em 2011, ficando em segundo e quarto lugar, respectivamente.
"Flybot" é o nome do estúdio em que Dandee (Mauricio) produz e mistura canções, não só para o grupo, mas também para diversos artistas, como Bonka,  Esteman  e Andrés Cabas,  entre outros.
Em 2012, fizeram uma nova versão da música "Gol" em conjunto com David Bisbal com o nome "No hay dos sin tres", por ocasião da participação da Espanha no Euro 2012. «No hay dos sin tres» é também o nome da sua primeira digressão pela Espanha, que contaria com 15 concertos e uma apresentação no Festival Latino-Americano de Milão durante os meses de Julho e Agosto.
Em 2015 lançaram o que seria sua canção de maior sucesso, «Por Fin Te Encontré», junto com o espanhol Juan Magán e o colombiano Sebastián Yatra, que até hoje conta com mais de 800 milhões de visitas no YouTube e mais de 200 milhões você ouve no Spotify.
Em 2020 lançaram seu segundo álbum musical "Colegio" onde tocaram, além de Voy Por Tí e Tequila Sunrise, "Borracho de Amor", junto com Reik, "Tu Nombre", junto com Mike Bahía, "Besos Tristes", " Colegio ", junto com Lalo Ebratt," Solamente Tú "e" Locura ", junto com Sebastián Yatra, o videoclipe desta última canção se passa em uma quarentena nacional e o amor à distância.
Em 14 de agosto de 2020 lançaram a música "Nada" com a cantora e atriz mexicana Danna Paola, e no dia 28 desse mesmo mês publicaram o videoclipe.